# Kleingebiet Veszprém
Das Kleingebiet Veszprém (ungarisch Veszprémi kistérség) war bis Ende 2012 eine ungarische Verwaltungseinheit (LAU 1) innerhalb des Komitat Veszprém in Mitteltransdanubien. Im Zuge der Verwaltungsreform von 2013 ging es überwiegend in den nachfolgenden Kreis Veszprém (ungarisch Veszprémi járás) über, zwei Ortschaften wurden dem Kreis Balatonalmádi (ungarisch Balatonalmádi járás) und die Gemeinde Vilonya dem Kreis Várpalota (ungarisch Várpalotai járás) zugeordnet.
Im Kleingebiet lebten Ende 2012 auf einer Fläche von 643,75 km² 82.551 Einwohner. Das Kleingebiet hatte mit 128 Einwohnern/km² nach Várpolata die zweithöchste Bevölkerungsdichte und wies die höchste Bevölkerungszahl im Komitat auf.
Der Verwaltungssitz befand sich in Veszprém, einer Stadt mit Komitatsrecht (megyei jogú város).

## Städte (varós)
- Herend (3.377 Ew.)
- Veszprém (60.876 Ew.)

## Gemeinden (község)
Die folgenden Gemeinden gehören zum Kleingebiet Veszprém:
| Bánd              | Barnag  | Hajmáskér | Hárskút     | Hidegkút   |  |
| Királyszentistván | Márkó   | Mencshely | Nagyvázsony | Nemesvámos |  |
| Papkeszi          | Pula    | Sóly      | Szentgál    | Tótvázsony |  |
| Veszprémfajsz     | Vilonya | Vöröstó   |             |            |  |